# Meloe lopatini
Meloe lopatini là một loài bọ cánh cứng trong họ Meloidae. Loài này được Pripisnova miêu tả khoa học năm 1987.